# Dzong Ta
El dzong Ta es una fortaleza-monasterio budista y dzong en la ciudad de Paro, distrito de Paro, en el oeste de Bután. Fundado en el siglo XVII bajo el gobierno del segundo Druk Desi, Ngoenpa Tenzin Dugda, sirvió como atalaya del dzong Rinpung. Desde la década de 1960, el dzong Ta alberga el Museo nacional de Bután.

## Historia
El dzong Ta comenzó a construirse, por orden del segundo Druk Desi, en 1649 y fue completado en 1651. Su nombre, que significa "torre de vigilancia", describe su función, pues fue empleado para proteger al dzong Rinpung ante las invasiones tibetanas e indias. Las habitaciones del dzong se utilizaron para almacenar armas que utilizaría la milicia rural en caso de guerra. También se usó como prisión en el pasado.
Aunque la estructura sobrevivió al terremoto de 1715 y al de 1896, el dzong estuvo deshabitado durante un período prolongado ya que se encontraba en un estado débil y cercano al colapso. Durante el mandato del tercer rey de Bután, Jigme Dorji Wangchuck, se ordenó la renovación del edificio, y desde 1968 el Museo nacional de Bután se encuentra en el interior del dzong Ta. La estructura volvió a sufrir daños durante el terremoto de 2011, y no fue hasta 2019 que el museo reabrió sus puertas.

## Arquitectura

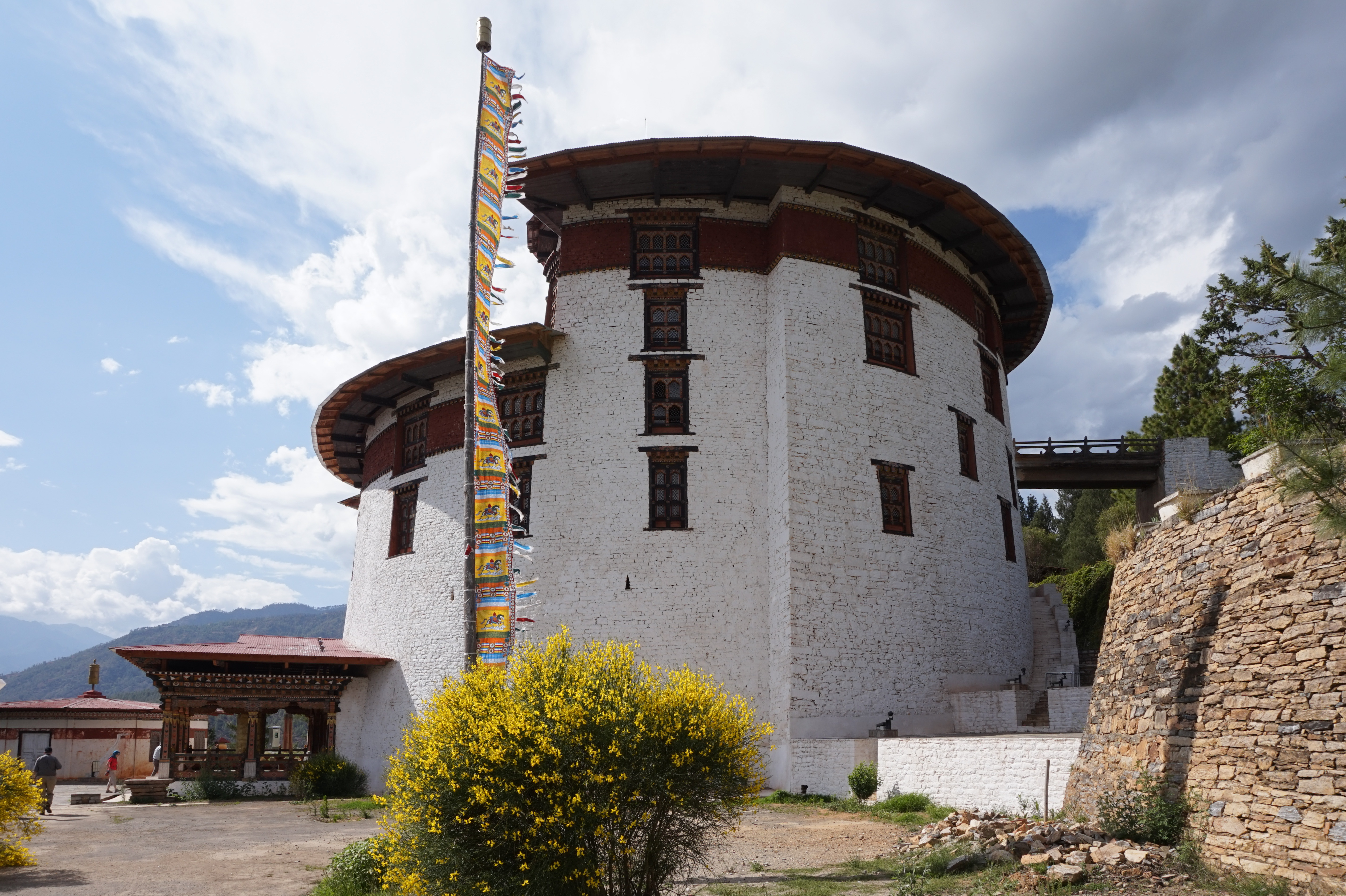
Vista lateral del dzong.

El dzong Ta cuenta con una estructura inusual dentro de la arquitectura butanesa, pues cuenta con una planta circular. Los materiales empleados en su construcción solo incluyen piedra y madera. Aunque no se utilizaron clavos, la estructura era robusta pues sobrevivió a dos terremotos. El edificio cuenta con paredes de dos metros y medio de grosor siete pisos de altura, además de un pasadizo subterráneo que conectaba con el río de la ciudad para garantizar el suministro de agua en tiempos de guerra.